# Allée Maurice-Baumont
Pour les articles homonymes, voir Maurice Baumont et Baumont.
L'allée Maurice-Baumont est une voie du 7e arrondissement de Paris, en France.

## Situation et accès
L'allée Maurice-Baumont est une voie publique piétonne située dans le 7e arrondissement de Paris. Elle débute  avenue du Général-Ferrié et se termine  avenue Gustave-Eiffel.

## Origine du nom
Elle porte le nom de l'historien français Maurice Baumont (1892-1981), qui est aussi Juste parmi les nations.

## Historique
Cette allée du parc du Champ-de-Mars porte sa dénomination depuis un arrêté municipal du 30 novembre 1992.